# Список дворянских родов Киевской губернии

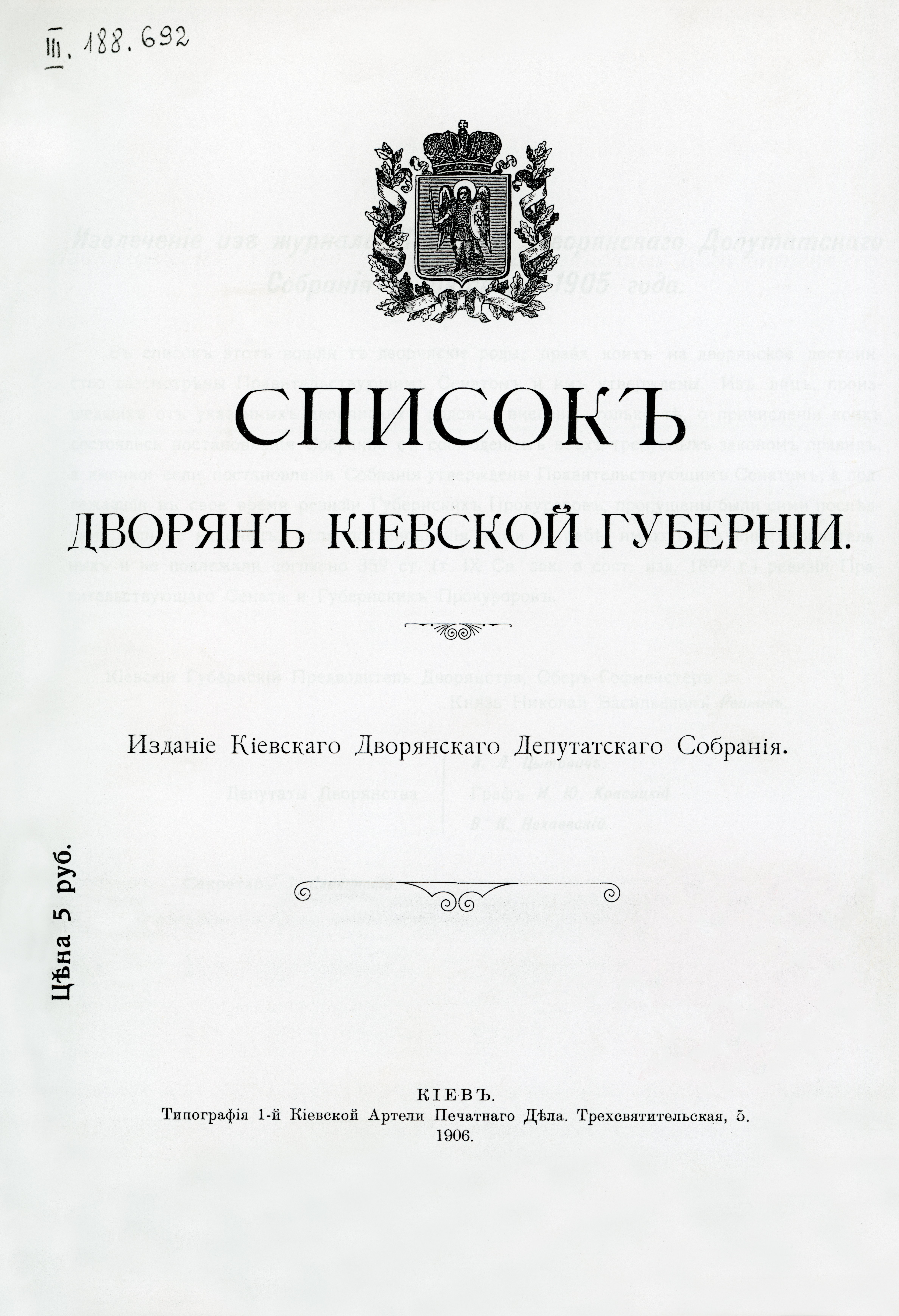
Титульный лист Списка дворян Киевской губернии Российской империи (1906 г.)

Список дворян Киевской губернии — официальное печатное издание Киевской дворянского депутатского собрания, которое содержит список дворянских фамилий и лиц, время причисления их к дворянству с указанием их предков. Эти данные приводятся на основании Родословной книги дворян Киевской губернии, которая велась предводителями дворянства по годам и алфавиту с 1785 года. Напечатано в Киеве в типографии Киевского дворянского депутатского собрания в 1906 году с разрешения Киевского губернатора.
В 21-й день апреля 1785 года, данная Екатериной II грамота поставила непременным требованием от дворян: вписывание в «Родословную книгу» той губернии, где имеют они населенное имение. Для того, чтобы вписаться в родословие, нужно предъявить уездному предводителю дворянства права свои на это, а уездный предводитель ходатайство дворянина его уезда со своим засвидетельствованием представлял в губернское дворянское депутатское собрание со всеми представленными документами: подтверждающими дворянские црава заявляющего желание вписаться в «Родословную дворянскую книгу» по своей губернии. Сверх того, в грамоте 21 апреля 1785 года указано деление «Родословной книги» на шесть частей и значение этих частей для разрядов дворянства титулованного и нетитулованного, древнего и жалованного по чинам и орденам.

## Gallery

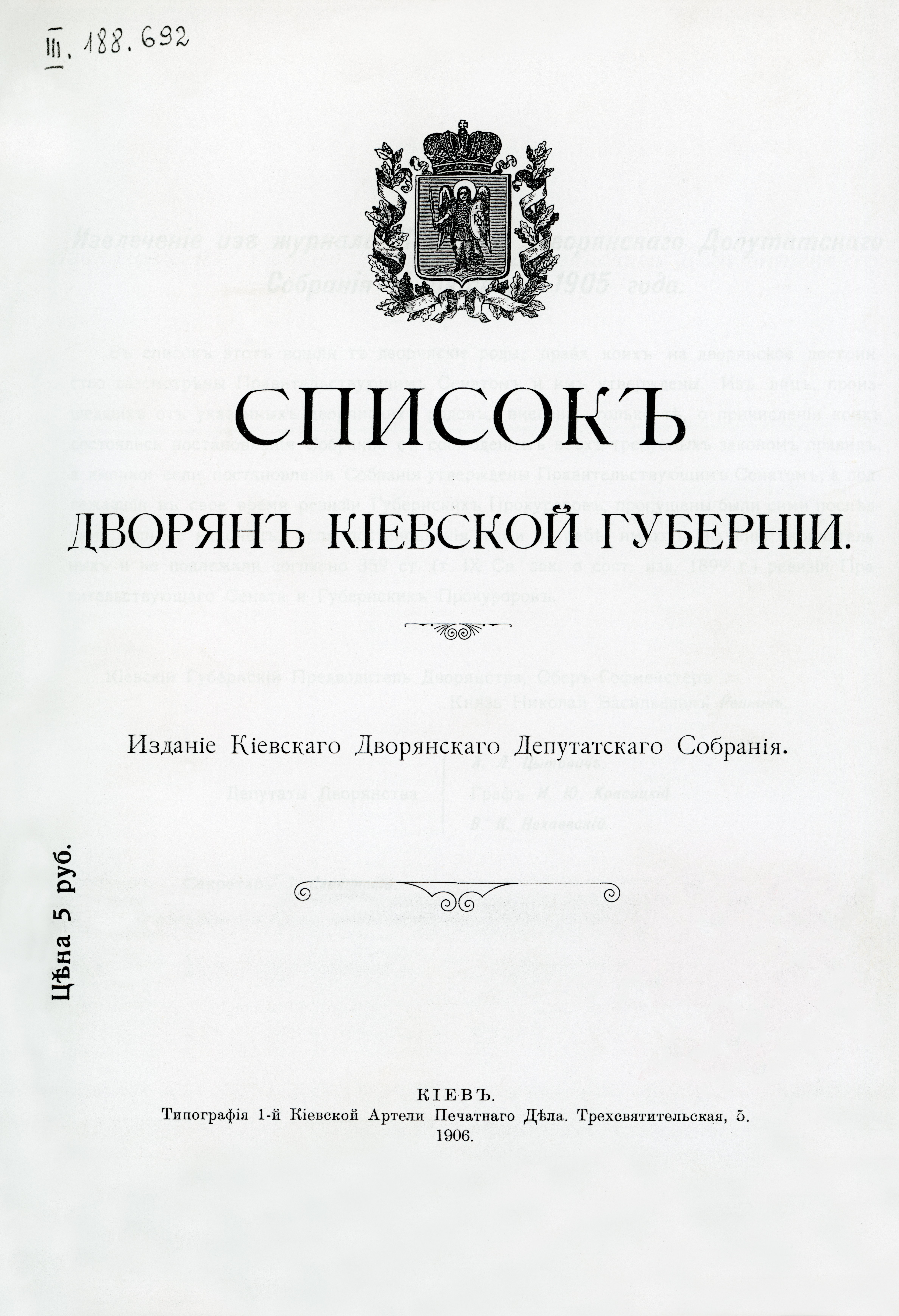
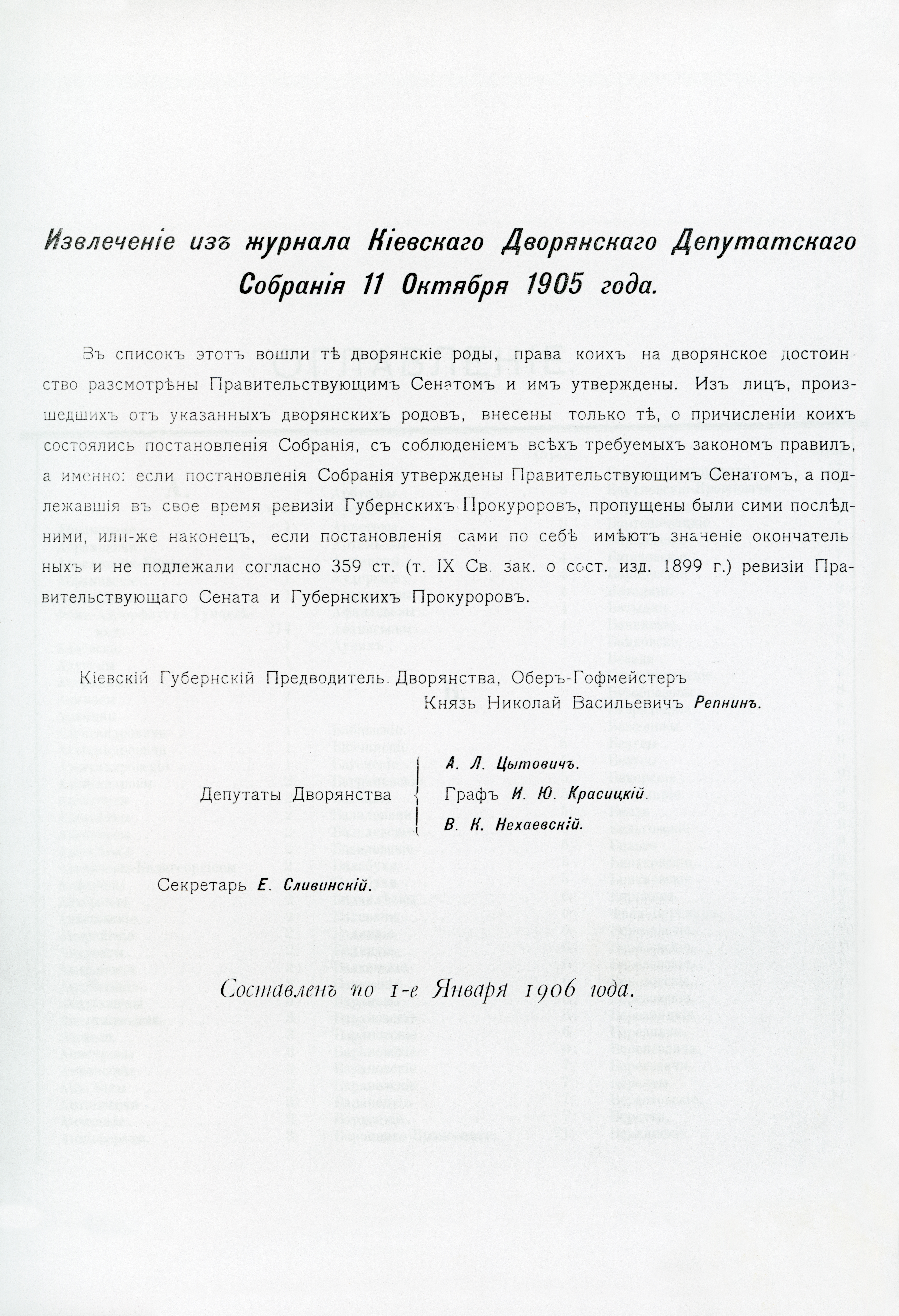
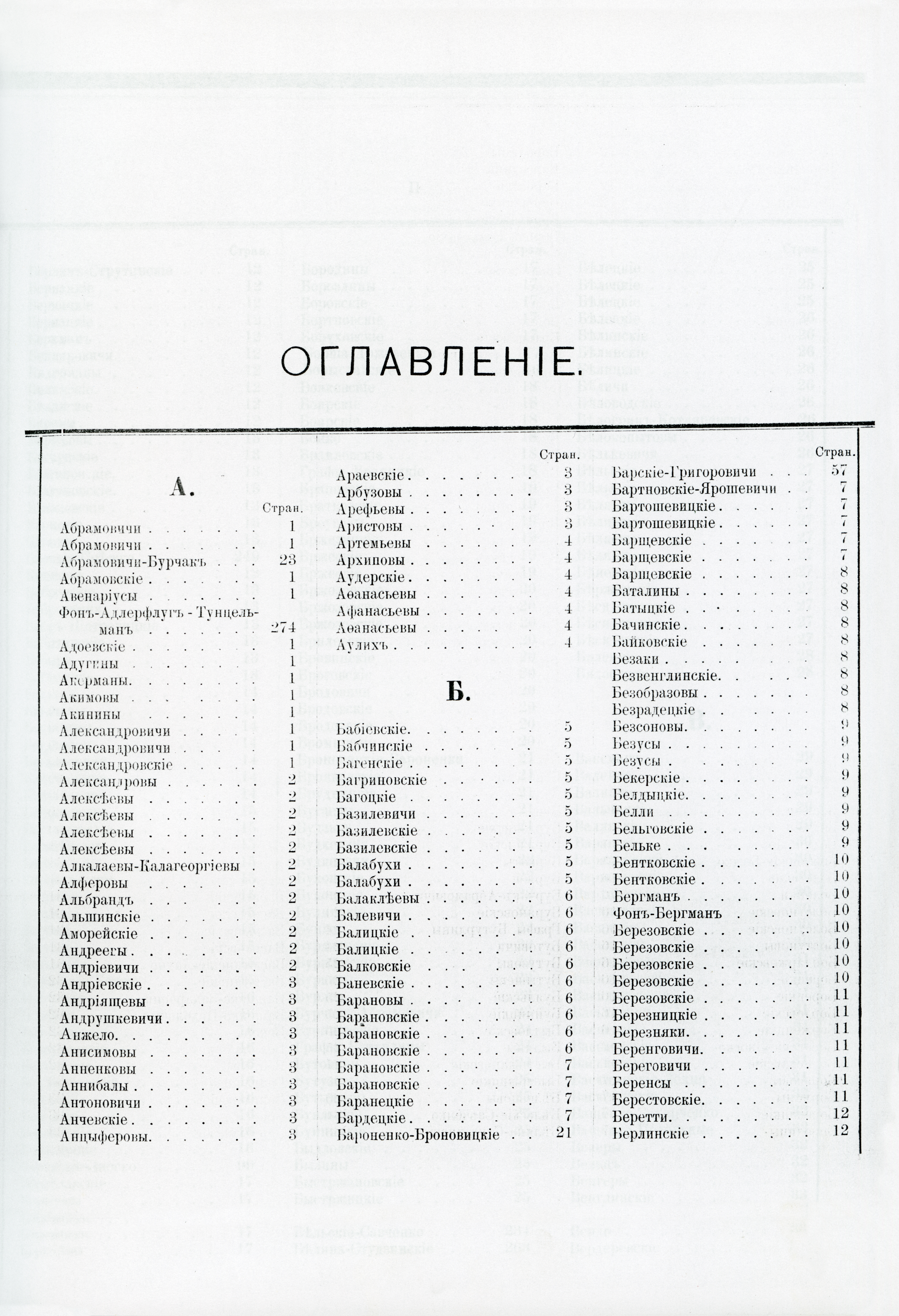
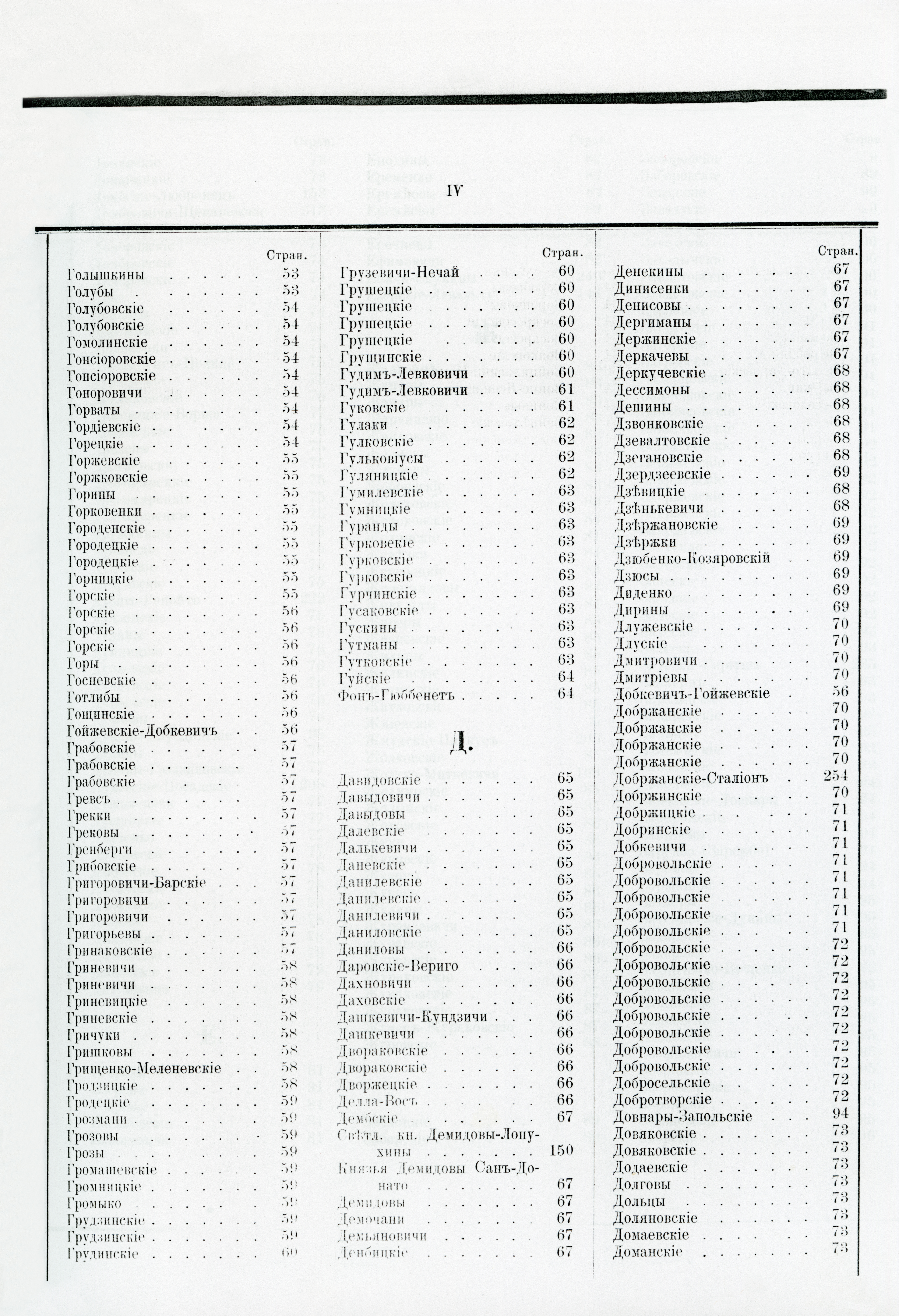
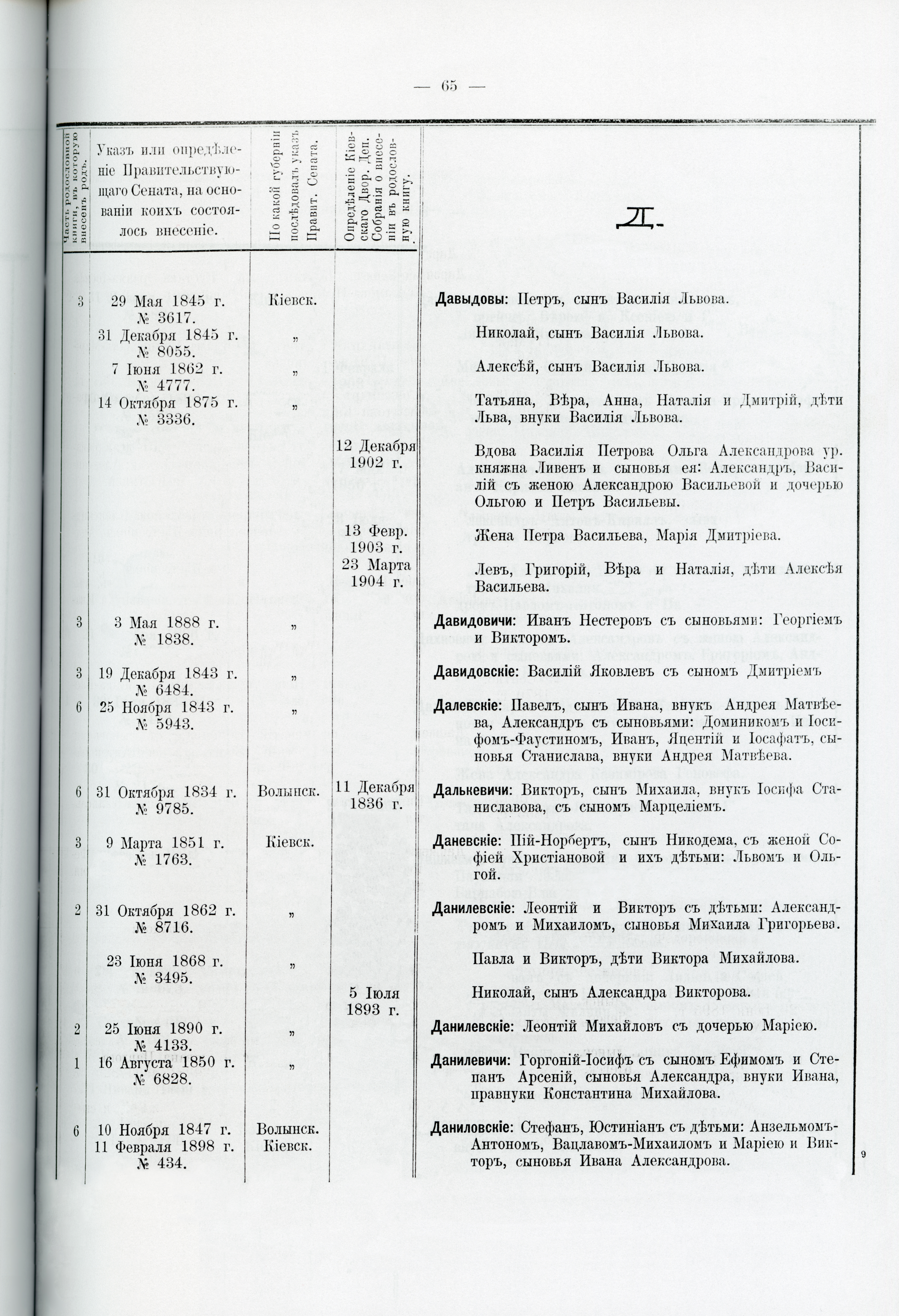
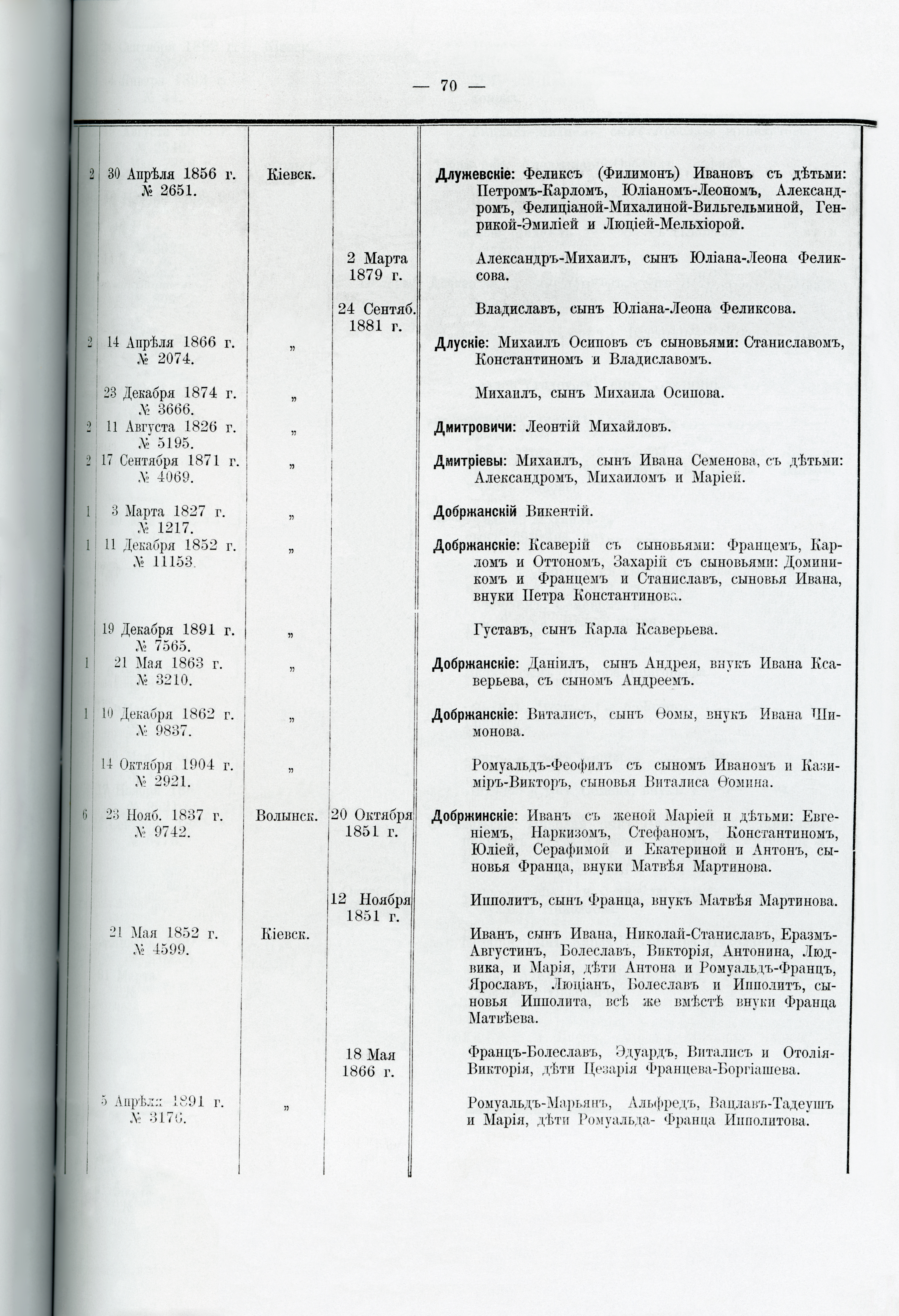
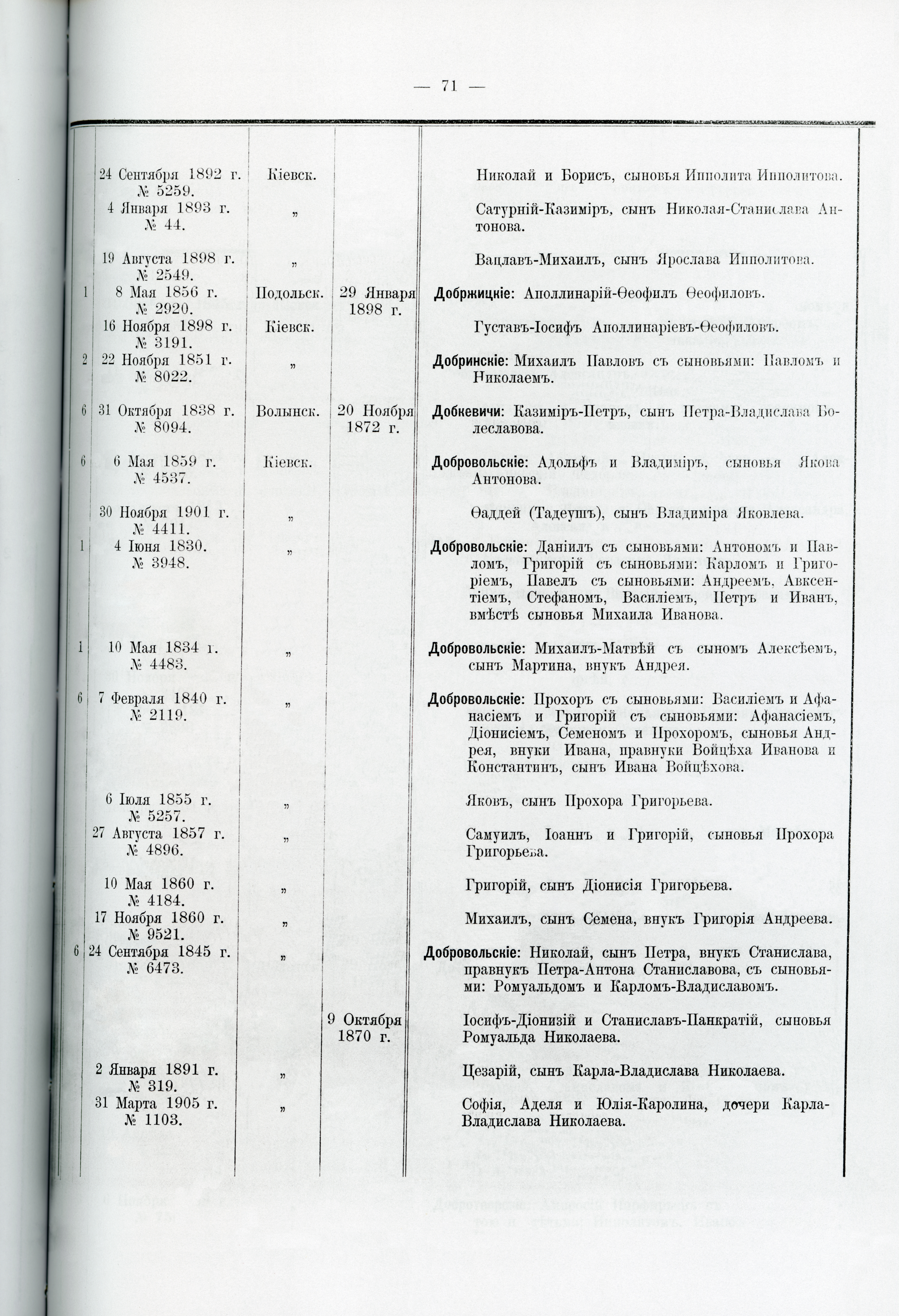
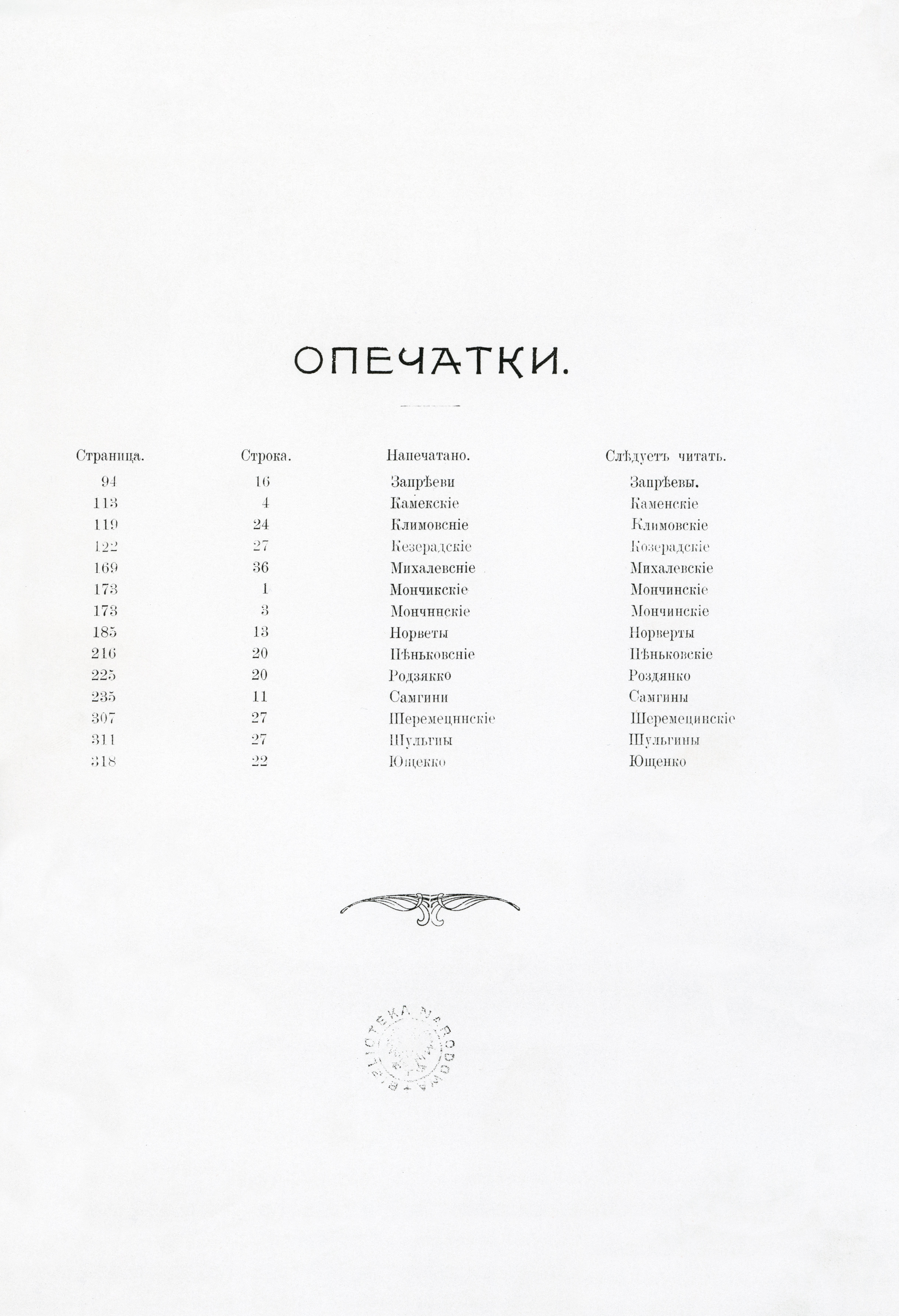

## Исторические условия создания Списка дворян Киевской губернии
К сожалению, никогда не существовало полного списка дворян Российской империи, хотя незадолго до революции и была учреждена Департаментом Герольдии Правительствующего сената так называемая Всероссийская дворянская родословная книга — для лиц, выслуживших дворянство, но по каким-либо причинам не причисленным к дворянству определенной губернии. Дело в том, что в начале XX века дворянские собрания получили право отказывать в причислении к местному дворянству. Иногда при этом они руководствовались вероисповеданием данных лиц: без энтузиазма рассматривались, например, подобные ходатайства лиц иудейского вероисповедания. Впрочем, и лицу православному могло быть отказано в причислении к дворянству данной губернии. Так, например, Московское депутатское собрание отказало во внесении в местную родословную книгу князьям Гантимуровым, утвержденным Сенатом в достоинстве князей тунгусских, поскольку семья не имела в губернии недвижимой собственности.
Принадлежность к дворянству доказывалась в губернском дворянском собрании; с 1785 года, то есть со времени издания Императрицей Екатериной II «Жалованной грамоты дворянству», лица, признанные в дворянском достоинстве по происхождению или по личным заслугам, вносились в губернскую родословную книгу; из губернии дела о дворянстве поступали на утверждение в Герольдию Сената; туда же из губернских собраний ежегодно высылались списки лиц, причисленных к уже утвержденным в дворянстве родам. Происхождение из дворян определенной губернии фиксировалось и в послужных списках чиновников и военных, хотя часто указывалась не губерния, по которой числился их род, а губерния, в которой родились они сами

## Содержание Списка дворян Киевской губернии
Родословная книга разделяется на шесть частей. В первую часть вносились «роды дворянства жалованного или действительного»; во вторую часть — роды дворянства военного; в третью — роды дворянства, приобретенного на службе гражданской, а также получившие право потомственного дворянства по ордену; в четвертую — все иностранные роды; в пятую — титулованные роды; в шестую часть — «древние благородные дворянские роды».
В оглавлении наводится алфавитный список дворян, с указанием в какую часть данной книги внесён род и на какую страницу. В основном содержании приводятся номера указов Сената и определений Киевского дворянского депутатского собрания, указан год, месяц и число данных документов, по которым были внесены соответствующие дворяне в Список.
У разоренной Киевской Руси среднее и мелкое дворянство просто не успело еще сформироваться — вакуум быстро заполнила многочисленная мелкопоместная шляхта Речи Посполитой. Этим и объясняется большое число в Родословной книге дворян Киевской губернии поляков и литовцев.

## Алфавитный список дворян, внесённых в родословную книгу Киевской губернии
- Абрамовичи, Абрамовичи-Бурчак, Абрамовские, Авенариусы, Фон-Адлерфлуг-Тунцельман, Адоевские, Адугины, Акерманы, Акимовы, Акинины, Александровичи, Александровские, Александровы, Алексеевы, Алкалаевы-Калагеоргиевы, Алферовы, Альбранд, Альшинские, Аморейские, Андреевы, Андриевичи, Андриевские, Андриящевы, Андрушкевичи, Анжело, Анисимовы, Анненковы, Аннибалы, Антоновичи, Анчевские, Анцыферовы, Араевские, Арбузовы, Арефьевы, Аристовы, Артемьевы, Архиповы, Аудерские, Афанасьевы, Аулихи

- Бабиевские, Бабчинские, Багенские, Багриновские, Багоцкие, Базилевичи, Базилевские, Балабухи, Балаклеевы, Балевичи, Балицкие, Балковские, Баневские, Барановы, Барановские, Баранецкие, Бардецкие, Бароненко-Броновицкие, Барские-Григоровичи, Бартновские-Ярошевичи, Бартошевицкие, Барщевские, Баталины, Батыцкие, Бачинские, Байковские, Безаки, Безвенглинские, Безобразовы, Безрадецкие, Безсоновы, Безусы, Бекерские, Белдыцкие, Белли, Бельговские, Бельке, Бентковские, Бергман, фон-Бергман, Березовские, Березницкие, Березняки, Беренговичи, Береговичи, Беренсы, Берестовские, Беретти, Берлинские, Берлич-Струтинские, Бернацкие, Берхман, Бейнаровичи, Бидерманы, Билинские, Бироны, Бирюковы, Бискупские, Благановские, Блажиевские, Блонские, Блоцкие, Блоцкие-Снежко, Бнинские, Бобровские, Бобровники, Бобр-Пиотровицкие, Бобятинские, Бобыри, Богаевские, Богатки, Богачевы, Богдановы, Богдановичи, Богдашевские, Боголеповы, Богомольцы, Богоявленские, Богуские, Богуцкие, Богуши, Бодянские, Божинские-Божко, Болевские, Болейки, Болсуновские, Болтуновы, Бондаржевские, Борецкие, Бордовские, Борженцкие, Боровские-Зноско, Бориславские, Борисовы, Борманы, Боровицкие, Бородины, Бороздины, Боровские, Бортновские, Боруховские, Борша-Држевецкие, Борыславские, Бояковские, Боярские, Бойко, Браиловские, графы Браницкие, Брановские, Братковские, Бреусовы, Бржезицкие, Бржеские, Бржозовские, Брилевские, Бровинские, Броговские, Бродовичи, Бродовские, Бромирские, Броновицкие-Бароненки, Брояковские, Брудницкие, Бугаевы, Будзьки, Будкевичи, Буковские, Булинские, Бунге, Бурдзинские, Буржинские, Буркаты, Бурлеи, Бурчак-Абрамовичи, Буряновские, графы Бутурлины, Бутовичи, Бутузовы, Бутышевы, Буяльские, Буйницкие, Быдловские, Былины, Быстржановские, Быстржицкие, Белевцовы, Бельские-Савченко, Белина-Студзинские, Белецкие, Белинские, Беличи, Беловодские, Белогриц-Котляревские, Белокопытовы, Белькевичи, Бельские, Белявские, Беляевы, Беляцкие, Беневские, Бержинские, Бесядовские, Бялецкие, Бялосукни

- Ваксман, Валейко, Валицкие, Вальчицкие, Валявские, Варавские, Вараксевичи, Варпеховские, Вархаловские, Василевские, Васильевы, Васильковские, Васькевичи, Васневские, Васьковские, Васютинские-Лехно, Васютинские, Ващенко-Захарченко, Ващенко-Подольные, Векеры, Вельц, Венгеры, Венглинские, Венгловские, Вендо, Вердеревские, Верёвкины-Шелюты, Вержбицкие, Вериго-Даровские, Вержицкие, Весоловские, Вейли, Вейсы, Вигуры, Вилинские, Вилькины, Вильчинские, Винницкие, Вирские, Вислоцкие, Вислоуховы, Витвицкие, Светл. кн. Сайн-Витгенштейн, Витевские, Витковские, Витушинские, Вишневские, Вишниовские, Вишницкие, Вишняковы, Влодковские, Волковы, Волконские, Володимировы, Володковичи, Волотовские, Волчанские, Волчанецкие, Вольские, Волянские, Вондаловские, Вонсовские, Вос-Делла, Воргуленки, Воробьевы, Воронковы, Воскресенские, Вояковские, Войниловичи-Нянковские, Войно-Ясенецкие, Войновы, Войцеховские, Вржещ, Вроблевские, Вронские, Вроченские, Врочинские, Врублевские, Вульфы, Выговские-Лучиц, Выговские, Вылежинские, Высоцкие-Годзембо, Высоцкие, Высочанские, Вышинские, Вышпольские, Вельгорские, Венцлавские, Вержбицкие, Вержховецкие, Вешеневские

- Габель, Гаевичи, Гаевские, Галензовские, Галенковские, Галимские, Галкины, Галущинские, Гаммы, Гамперы, Ганзены, Ганкевичи, Ганские, Гасперские, Гассовские, Гатчины, Гаугеры, Гайдовские-Потаповичи, Гайковские, Гебель, Гековичи, Гембицкие, Генкели, Геппенер, Герасименки, Герасимовы, Геращеневские, Фон-Гершельман, Гессе, Гетулевичи, Гейбель, Гейбовичи, Гейны, Гзель, Гибнеры, Гинсы, Гирсы, Гиршы, Глажевские, Глазырины, Глембоцкие, Глинки, Глинские, Гловацкие, Гноинские, Говоровские, Гоголевские, Годзембо-Высоцкие, Годлевские, Годило-Годлевские, Годлинские, Гоздаво-Голембиовские, Гоздзиковские-Дунины, Гоздовские, Голенковские, Голишевские, Головачевы, Головинские, Головины, Головки, Головни-Чарны, Голынские, Голышкины, Голубы, Голубовские, Гомолинские, Гонсиоровские, Гоноровичи, Горваты, Гродиевские, Горецкие, Горжевские, Горжковские, Горины, Горковенки, Городенские, Городецкие, Горницкие, Горские, Горы, Госневские, Готлибы, Гощинские, Гойжевские-Добкевич, Грабовские, Гревс, Герекки, Грековы, Гренберги, Грибовские, Григоровичи-Барские, Григоровичи, Григорьевы, Гринаковские, Гриневичи, Гриневицкие, Гриневские, Гричуки, Гришковы, Грищенко-Меленевские, Грозицкие, Гродецкие, Грозмани, Грозовы, Грозы, Громашевские, Громницкие, Громыко, Грудзинские, Грудинские, Грудзевичи-Нечай, Грушецкие, Грущинские, Гудим-Левковичи, Гуовские, Гулаки, Гулковские, Гульковиусы, Гуляницкие, Гумилевские, Гумницкие, Гуранды, Гурковекие, Гурковские, Гурчинские, Гусаковские, Гускины, Гутманы, Гутковские, Гуйские, Фон-Гюббенет

- Давидковские, Давыдовичи, Давыдовы, Далевские, Далькевичи, Даневские, Данилевские, Данилевичи, Даниловские, Даниловы, Даровские-Вериго, Дахновичи, Даховские, Дашкевичи-Кундзичи, Дашкевичи, Двораковские, Дворжецкие, Делла-Вос, Дембские, Светл. кн. Демидовы-Лопухины, кн. Демидовы Сан-Донато, Демидовы, Демочани, Демьяновичи, Денбицкие, Денекины, Динисенки, Денисовы, Дергиманы, Держинские, Деркачевы, Деркучевские, Дессимоны, Дешины, Дзвонковские, Дзевалтовские, Дзевановские, Дзердзеевские, Дзевицкие. Дзенькевичи, Дзержановские, Дзержки, Дзюбенко-Козяровские, Дзюсы, Диденко, Дирины, Длужевские, Длуские, Дмитровичи, Дмитриевы, Добкевич-Гойжевские, Добржанские, Добржанские-Сталион, Добржицкие, Добринские, Добкевичи, Добровольские, Добротворские, Довнары-Запольские, Довяковские, Додаевские, Долговы, Дольцы, Доляновские, Домаевские, Доманские, Доманицкие,  Домницкие, Домбские-Любранец, Домбровичи-Щепановские, Домбровские, Доне, Донцовы, Дорожинские, Дорошенки, Доршпрунг-Целицо, Драчевские, Дрелиховские, Држевецкие-Борша, Држевецкие, Дризены, Дрогоиовские, Дрогомирецкие, Дрогомерецкие, Дружинины, Дубинские, Дубовские, Дубравские, Дубяго-Репойто, Дудзинские, Дудины, Думницкие, Дунаевские, Дунаевы, Дунины-Заусцинские, Дунины, Дунины-Гоздзиковские, Духовские-Посадские, Душакевичи, Душинские, Дьяченко, Дыаковские, Дыбовские, Дыбковские, Дыбские, Дыминские, Дымовские, Дыновские, Дятеловичи

- Егоровы, Езерские, Еланковские, Елиашевичи, Енохины, Еременко, Еремеевы, Ерличи, Еречневы, Ефимовичи, Еничи-Скумины, Езерские-Левальд

- Жадвойн, Жандры, Жарчинские, Жайковские, Ждановы, Жебровские, Желеховские, Желинские, Железки, Жеребецкие, Живоглядовы, Живульты, Жигоры, Жизновские, Жилины, Жилинские, Житинские, Житковские, Жмиевские, Жмудские-Пликус, Жолковские, Жолько-Миткевичи, Жолмирские, Жолынские, Жоховские, Жуки, Жуковские, Жуковы, Жулины, Журавлевичи, Журавские, Жураковские, Жучек-Жураковские, Журовские

- Заблоцкие, Заборские, Заборовские, Завадзкие, Завадские, Завадынские, Звистовские, Завроцкие, Заграйские, Загорские, Загробские, Задарновские, Зайончковские, Закржевские, Закусило, Залевские, Залеские, Залеские-Сариуш, Заллерц, Замлынские, Занаревские, Заницкие, Заньковские, Запольские, Запольские-Довнары,Запорожские, Запреевы, Заренбо (Зарембо), Зарембы, Заржицкие, Затлеры, Заусцинские-Дунины, Захаровы, Захарченко-Ващенко, Зашкевичи, Защинские, Зайковские, Збожнякевичи, Зборовские, Зборомирские, Зброжеки, Збышевские, Зворские, Звержховские, Зверовичи, Згерские-Струмилло, Згорские, Здановичи, Здановские, Здоровы, Здзеховские, Зеленай, Зелионка (Зеленко), Зелина, Зелинские, Земли, Зененковы, Зиверты, Златоверховниковы, Злоторовичи, Змачинские, Змиевские, Змигродские. Зноско-Боровские, Золотаревы, графы Зотовы, Зуевичи, Зуевы, Зубковичи, Зубковские, Зубковы, Зубовские, Зубчевские, Зелинские, Зябишевы

- Иваненко, Иваницкие, Ивановы, Ивановские, Иванские, Ивашкевичи, Иващенко, Ивенсены, Ивицкие, Игнатовичи, Игнатовские, графы Игнатьевы, Идзиковские, Изопольские, Изюмовы, Иконниковы, графы Илинские, Иллясевичи, Ильинские, Илльины, Ильницкие, Ильяшевичи, Инглезы, Иржикевичи, Исаковы, Искры, Истомины, Иценко.

- Иенкены, Иеропесы, Иодковские (Jodkowski, Iodkowski), Иокиши, Иорданские, Фон-Иорк, Иотейки

- Кавецкие, Кавинские, Кавонские, Казанские, Казимирскии, Калагеоргии, Калагеоргиевы-Алкалаевы, Калашниковы, Калениусы, Каленские, Калинины, Калинниковы, Калиновские, Калинские, Калиты, Калусовские, Кальм-Подоские, Каменские, Каменцовы, Каминские, Кандыбы, Каневские, Каниговские, Каницкие, графы Канкрины, Каньские, Капустины, Караваевы, Карачевские, Карвовские, Карлызеевы, Карницкие, Карновичи, Карнеевы, Карпинские, Карповичи, Карповы, Карсунские, Карчевские, Касаткины, Касперские, Кастелли, Катауровы, Качановские, Качинские, Качоровские, Каймовские, Квашины-Самарины, Квитки, Квятковские, Кедрины, Кейзеры, Келюсы, Кендржицкие, Киинские, Кипайтуло, Кириацкие, Киселевские (Кисилевские), Кисилевичи, Кисилевы, Кисличенки, Кистяковские, Китицыны, Кицы, Кладиноги, Кладкевичи, Климовичи-Теренецкие, Климовские, Клионовские, Клуссинш, Кноры, Кнышевы, Княгиницкие, Кобельские, Кобцевы, Кобылинские, Кобылянские, Ковалевские, Ковальковы, Ковальские, Ковальские-Шмиден, Ковернинские, Ковесниковы, Ковнацкие, Коденские, Кодиевы, Кожуховские, Козакевичи, Козаковские, Козачинские, Козачковы, Коезерадские, Козики, Козины, Козловские, Козловы, Козубовские, Козубские, Козяровские-Дзюбенко, Кокаревы, Колбасьевы, Колбе, Коленки, Колкуновы, Кологривовы, Коломийцевы, Колосовские, Колосовы, Колчаки, Колчигины, Колчины, Колышко, Комаровские, Коморницкие, Коморовичи, Конарские, Конаровские-Саховичи, Кондратенко, Кондратовичи, Кондрацкие, Конкаловичи, графы Коновницыны, Конопацкие, Коносевичи, Консенциуш, Константиновы, Коншицы, Копанские, Коперницкие, Коптевы, Копчинские, Копьевы, Копыловы, Корбуты, Кордыши, Корейши, Корженевские, Коржениовские, Корзоновы, Корзуны, Корицкие, Корниловичи, Коробкины, Коровай-Метелицкие, Королевы, Корольковы, Корсак, Корчинские, Коско, Космовские, Коссаковские, Коссовские, Коссовичи, Костецкие, Косткевичи, Костржицкие, Костро, Кострубские, Косцинсике, Косюры, Котиковы, Котковские, Котляревские, Котляревские-Белогриц, Котляровы, Котовичи, Котовские, Котюжинские, Кохно, Коцевольские, Коцюбинские, Кочоровские, Кочмаржинсике, Кочубей, Кошарские, Кошицы, Кошулько, Краевские, Крапивницкие, Красинские, графы Красицкие, Красковские-Юскевич, Краснодембские, Красноленцкие, Краснопольские, Красовские, Красуские, Краузе, Крашевские, Кременецкие, Кречмеры, Крейхели Фон-Швертберг, Кржечковские, Крживецкие, Кржижановские, Кржижаньские, Кржичковские, Кржыжановские, Кривошапкины, Кривцовы, Криницкие, Кронштейны, Кропивницкие, Крохины, Кругловы, Круковские, Крутени, Крушельницкие, Крыжановские, Крыловские, Кубашевские, Кублицкие, Кублицкие-Пиотухи, Кувичинские, князья Кудашевы, Кудравцовы, Кудревичи, Кудрявские, Кудырские, Кузминские, Кузнецовы, Кузьмиченки, Кукулевские, Кулаковские, Кулеши, Куликовские, Кульпицкие, Кульчицкие, Кунаты, Кунзичи-Дашкевичи, Кундеревичи, Куницкие, князья Куракины, Курдвановские, Курдюмовы, Куриловичи, Курмановичи, Куровицкие, Куровские, Кутиловские-Соколы, Кутовые, Кухаревичи, Кухарсике, Куцовские, Кучальские, Кучевские, Кучинские, Келяновские, Кершниовские

- Лабенские, Лавровские, Ладо, Лазицкие, Лазовы, Лапицкие, Лаптевы, Ларионовы, Ласточкины, Лебедевы, Левальд-Езерские, Левандовские, Леванды, Левинские, Левицкие, Левковичи, Левковичи-Гудим, Лкдуховские, Леко-де-ла-Томбель, Лелиовские, Лемке, Ленчевские, Ленчицкие, Леоновы, Лерхе, Лесецкие, Летецкие-Швогер, Лехно-Васютинские, Лещинские, Лейковские, Либманы, Ливенцы, Ливские, Лилье, Лиминские, Линицкие, Линовские, Липинские, Липковские, Липницкие, Липпоманы, Лисеннко, Лисневские, Лисовские, Листовские, Лисянские, Литвиновы, Литинские-Пискаревичи, Лихолетовы, Личковы, Лобачевские, Логвиновы, Логгиновы, Лоде, Лозинсике, Лозицкие, Локтевы, Ломтевы, Лопацкие, Лопухины, Светл. князья Лопухины — Демидовы, Лопушанские, Лосевичи, Лосинские, Лоскевичи, Лошевские, Луговские, Лужецкие, Лужинские, Лукашевы, Лукашевичи, Лукины, Лукомские, Лукъяненко, Лукьяновичи, Лунды, Лупши, Луценко, Луцкевичи, Луцкие, Лучиц-Выговские, Лучинские, Лущики, Львовы, Лыховские, Лебовы, Лещинские, Любанские, Любарцы, Любецкие, Любимовы, Любинские, Любовидзкие, князья Любомирские, Любранец-Домбские, Люценки, Лянгерты, Лясковские

- Мааки, Магеры, Мадейские, Маевские, Мазараки, Мазевские, Мазюкевичи, Макаревичи, Македонцевы, Маковские, Маковецкие, Макутины, Макухины, Макеевы, Малеваные, Малецкие, Малицкие, Малиновские, Малишевские, Мальениновы, Мальчевские, Мандзенко, Мандрыки, Манжет, Мануиловы, Манцевичи, Маркеловы, Маркевичи, Маркины, Марковские, Мартиновские, Мартьяновы, Марцинкевичи, Марцинковские, Марцишевские, Марченко, Маршицкие, марышевы, Масальские, Масленниковы, Масловские, Масловы, Матковские, Матушевичи, Матчинские, Матяшевичи, Мацевичи, Мациовичи, Мацкевичи, Мацневы, Мацоны, Машевские, Мебесы, фон-Мевес, Медведовы, Медвецкие, Медер, де-Мезер, Фон-Мекк, Меленевские. Меленевские-Грищенко, Меленевские-Стретовичи. Меленские, Мельниковы, Менжинские, Менчинские, Мержеевские, Меринги, Меркуловы. Мертенс, Метелицкие-Коровай, Мехеды, Мещерские, бароны Мейендорф, Мейер, Мигай, Мигулины, Мизецкие, Миклашевские, Миклухи, Милашевичи, Милевские, Миллеры, Милошенские, Милянские, Милятыцкие, Минькевичи, Мирамы, Мирасхеджи, Мировичи, Мироничи, Мироновы, Мирские, Мисерские, Мисюревичи, Миткевичи-Жолтко, Митрашевские, Митрохины, Михалоновы, Михалевские, Михаловские, Михайловы, Михновские, Мицкевичи, Мицкевичи-Рынвид, Миштольты, Мищенко, Миончинские, Млодецкие, Могильницкие, Модзелевские, Мокосей-Шибинские, Мокошинские, Мокржицкие, Мольские, Монастырские, Монкевичи, Монтрезоры, Мончинские, Моравские, Моргульцы, Мордасевичи, Моржковские, Морозовы, Мостицкие, Моссаковские, Мотылевичи, Моцоки, Мочарские, Мошинские, Мощенские, графы Мощенские, Мрочковские, Мудровы, Мурзенки, фон-Мунки, Мусины-Пушкины, Мурашко, Мешковские, Мяновские, Мясоедовы, Мятлевы

- Навродские, Нагинские, Надеждины, Назимко, Накельские, Наленчи, Нарбуты, Насоновы, Наумовы, Невгадовы, Неверовские, Невлинские, Неводовские, Невядомские, Невяровские, Незвецкие, Некрашевичи, Неминские, Немиричи, Немченко, Ненюковы, Непокойчицкие, Непорожные, Несуловские, Нехаевские, Нечаевы, Нечай-Грузевичи, Нейманы, Нивинские, Нижанковские, Никитенковы, Никитины, Никифоровы, Николаевы, Никольские, Никоровичи, Новаковские, Новинские, Новицкие, Новосельские, Новосильцовы, Ноги, Норверты, Носач-Носковы, Носковы, Нуджевские, Недзельские, Нежинские, Нежины, Нянковские-Войняловичи

- Оберучевы, Оборские, Обремские, Обуховские, Овсяные, Оглоблины, Огоновские, Одрживольские, Озерские-Паше, Озеровские, Олесницкие, Олехновичи, Олизары, Олтаржевские, Ольбишевские, Ольшамовские, Ольщанские, Ольшевские, Онихимовские, Опенховские, Опитцы, Опоковы, Оппоковы, Опочинские, Оржеховские, Орлицкие, Орловские, Орловы, Осинские, Оскерки, Оскнеры, Осмольские, Осовские, Оссовские, Графы Фон-Дер-Остен-Сакен, Островские, Остроградские, Остромецкие, Остроумовы, Осецкие, Очосальские

- Павлинские, Павловичи, Павловские, Павловские-Папроцко, Павловы, Падлевские, Падлевские-Скорупки, Падуры, Пакуцкие, Палиенко, Пальховские, Пальчинские, Пальшау, Панаевы, Панасюки, Пановы, Панютины, Папроцкие, Папроцко-Павловские, Парафиевские, Пархоменки, Парфеновы, Парчевские, Паскудские, Пафнутьевы, Пациорковские, Пацы, Паше-Озерские, Пашкевичи, Пашковские, Пащенки, Пелрашкевичи, Пелчинские, Пензины, Пениожкевичи, Пенкины, Пенские, Пересвет-Солтаны, Перетиаткевичи, Перковичи, Перковские, Перро, Персидские, Петраковы, Петрище-Салатко, Петровские, Петровы, Петропавловские, Петрусевичи, Петр, Пешинские, Песчанские (Пещанские), Пивоваровы, Пиленко, Пилецкие, Пилявские, Пироцкие, Пирские, Пискаревичи-Литинские, Пискорские, Письменные, Пионтковские, Пиотровичи, Пиотровицкие-Бобр, Пиотровские, Пиотухи-Кублицкие, Плаксовские, Плаховы, Плесские, Плехановы, Пликус-Жмудские, Плиско, Пловецкие, Плоновские, Плохоцкие, графы Плятеры, Плятзеры, Плюты-Шатан, Пневские, Повало-Швейковские, Повилевичи, Погорелко, Подвысоцкие, Подгаецкие, Подгородецкие, Подгорские, Поджио, Подолинские, Подольные-Ващенко, Подосские-Кальм, Подрезаны, Подсендковские, Позняки, Познанские, Покрживицкие, Полль, Полубинские, Полыновы, Поляковские, Поляновские, Полянские, Помяны, Понговские, Пономаревы, Понтусы, Понятовские, Попандопуло, Попели, Поповы, Порембские, Порчинские, Посадские-Духовские, Посудзевские, Потаповы, Потаповичи-Гайдовские, Потемпские, Потоцкие, Графы Потоцкие, Похвисневы, Поярковы, Пражевские, Пражмовские, Преснухины, Прехтли, Пржевалинские, Пржевлоцкие, Пржесмыцкие, Пржестиниские, Пржибышевские, Пржибытевичи, Пржикуцкие, Пржиленцкие, Принцлейны, Приходкины, Прокопенко-Чоповские, Прокоповичи, Прокоповичи-Терлецкие, Прокофоровы, Прокофьевы, Прокофф, Просины, Проскуры-Сущинские, Протасовецкие, Протасовы, Протасьевы, Протобоверы, Протопоповы, Прохницкие, Прохоровы, [[[Проценко (дворянский род)|Проценко]], Прудкевичи, Прусиновские, Прушинские, Пузынские, Пузыревичи, Пусторослевы,Путковские, Пухальские, Пучневские, Пушкины-Мусины, Пфейферы, Пышенковы, Певницкие, Пеньковские, Пенковы, Песляки, Петуховы, Пеховские, Пяецкие, Пясковские, Пятыгоровичи

- Рабчевские, Равичи, Радзиковские, Радзишевские, Радзиевские, Радзевановские, Радкевичи, Раи, Раковецкие, Раковские, Ральцевичи, Рапчинские, князья Ратиевы, Рафаловичи, Рафальские, Рахальские, Рапиборские, фон-Ребиндер, Рево, Ревенские, Регаме, Редровы, Резановичи, Рекшинские, Рембертовичи, Реминские, Ренненкампф, Репины, князья Репнины, Репойто-Дубяго,Рещинские, Рейн, Рейтлингеры, Рейхардты, графы Ржевуские, Ржепецкие, Ризничи, Ризы, Ринек, Робачинские, Ровинские, Рогавецкие, Роговские, Рогожины, Рогозинские, Родзевичи, Родзянко, Родионовы, Роевские, Роецкие, Рожанские, Рождественские, Рожицкие, Рожнятовские, Розлачи, Розовы, Рокосовские, Романенко, Романкевичи, Романовские, Романовичи, Романовы, Ромашевские, Роменские, Ромеры, Ромишовские, Росновские, Россонтовские, Ростовцовы, Росцишевские, Ротт, Рубаны, Рубинские, Рубинштейны, Рудевичи, Рудневы, Рудковские, Рудницкие, Рудзкие, Рудзкие-Скарбек, Рудские, Рудченко, Рузские, Руликовские, Рулицкие, Руссановские, Русецкие, Рутковские, Руцинские, Рыбачковы, Рыбинцевы, Рыбковские, Рыбчинские, Рыкальские, Рыльские (Сцибор), Рымкевичи, Рынвид-Мицкевичи, Рыпинские, Рыхлицкие

- Саббатовские, Саваневские, Савельевы, Савицкие, Савичи, Савостьяновы, Савченко-Бельские, Савченко, Сагатовские, Садовские, Сазоновичи, графы Фон-Дер-Остен-Сакены, Салаговы, Салатко-Петрище, Самарины-Квашины, Самбук-Самборы, Самгины, Самоновы, Саноцкие, Сариуш-Залеские, Сарновские, Сафроновы, Саховичи-Конаровские, Сахаровы, Сахновские, Светлейшие князья Сайн-Витгенштейн, Сварчевские, Свидерские, Свирские, Свинцкие, Свенцицкие, Светы, Свешниковы, Свейковские, Севастьяновы, Сегеты, Седлецкие, Селецкие, Селивановы, Селинги, Селярентковские, Семашки, Семеко, Семеновы, Сементовские, Семигановичи, Семковские, Семчевские, Сенаторские, Сендзиковские, Сенковские, Сербуловы, Сердюковы-Степуры, Середницкие, Сивицкие, Сивковские, Сигиревичи, Сидорацкие, Сидоренки, Сидоровичи, Сикарды, Сикорские, Сикстель, Симонолевичи, Синицкие, Сипачевы, Ситницкие, Сицинские, Скальские, Скаржинские, Скарбек-Рудзские, Скворцовы, Скибицкие, Скиргелло, Скляревичи, Скодовские, Скородинские, Скорупки-Падлевские, Скочко, Скребецкие, Скржинские, Скржечковские, Скрипкины, Скрипчинские, Скробонские, Скумины-Еничи, Скуратовские, Славинские, Сластионы, Следзевские, Сливинские, Сломовские, Слоневские, Слупецкие, Слухаевские, Слесаревские, Сляские, Смирновы, Смицкие, Смоленские, Смоленские (Смолинские), Смольницкие-Стрвяж, Смольяниновы, Смородиновы, Смульские, Смысловские, Снетковские, Снигиревы, Снежко, Снежко-Блоцкие, Собко, Соболевские, Соботкевичи, Собещанские, Совецкие, Сокальские, Соколиковы, Соколовские, Соколовы, Соколы-Кутиловские, Соколы-Черниловские, Сокульские, Солецкие, Солнцевы, Соловковы, Солонины, Солтаны-Пересвет, Солтыкевичи, Сольские, Сомерсы, Сонгайло, Сопоцько, Сопотницкие, Сорочинские, Сосницкие, Сосновские, Софиано, Софроновичи, Соханские, Сохаржевские, Сохацкие, Сперанские, Спиры, Сржедницкие, Ставиские, Ставровские, Сталион-Добржанские, Станиславские, Станишевские, Станьковские, Старцевы, Старковы, Статкевичи, Стафиевские, Стафеевы, Стахурские, Сташевские, Сташенко, Сташкевичи, Стемпковские, Стемплиовские, Стемпниовские, Степновские, Степановы, Степовые, Степурины, Степуры-Сердюковы, Стефановичи, Стефановские, Стеценко, Стецкевичи, Столбецовы, Стоцкие, Стояновские, Страдецкие, Стратиновичи, Страшинские, Страшкевичи, Стрвяж-Смольницкие, Стремоуховы, Стрепетовы, Стретовичи-Меленевские, Стржалковские, Стржелецкие, Стройновские, Стругевичи, Струмилло-Згерские, Струтинские-Берлич, Стрелецкие, Стрельцовы, Студзинские (Белина), Студзинские, Ступниковы, Стыценко, Сувчинские, Суговдзь, Судольские, Судравские, Суковкины, Суловские, Сумовские, Сурины, Суровцовы, Сусловские, Сусалины, Сусские, Сухиновы, Суходольские, Суходубовские, Сушицкие, Сущинские-Проскуры, Сцибор-Рыльские, Сциславчкие, Сыревичи, Сырокомские, Сычевские, Седлецкие, Седовы, Селицкие, Семашко, Сеницкие, Сенкевичи, Сераковские, Сершховские

- Табачниковы, Табенские, Табецкие, Табусины, Тальберг, фон-Таль, Тарановские, Тарасовы, Таргонии, Тарнавские, Тарновские, Тарновецкие, Татариновы, Татаровы, Тележинские, Теренецкие-Климовичи, Тереховичи, Терещенко, Терлецкие-Прокоповичи, Терлецкие, Тернеры, Териловские, Терпицкие, Тетеруковские, Тецнеры, Тидеманы, Тилло, тильтины, Тимашевы, Тимковские, Тихановы, Тихоцкие, Товбичи, Токаревы, Токарские, Толкуновы, Толли, Толочиновы, Толочко, Телстинские, Томассоны, Томашевские, Леко-де-ля-Томбель, Томсы, Тонкошкуренко, Топчевские, Торские, Трандофиловы, Трапцины, Траскины, Трезвинские, Трембицкие, Трентовские, Треповы, Тржецеские, Тржецецкие, Тржцинские, Трипольские, Тритшели, Троицкие, Трофимовы, троцкие, Трощинские, князья Трубецкие, Трубецкие, Труль, Трушевские, Трушковские, Туловские, Туловы, Тумановичи, Тунцельман-Фон-Адлерфлуг, Туриновские, Турковские, Туркулы, Турчаниновы, Турчевичи, Тур, Тустановские, Тутковские, Тхоржевские, Тышецкие, Тышкевичи, графы Тышкевичи, Тышковские, Тычинские, Тюренки

- Удымовские, Узембло, Уздовские, Улашины, Ульские, бароны Унгерн-Штернберг, Урбанские, князья Урусовы, Усовы, Уструговы, Утины, Ушмарские

- Фабрициусы, Фаворовы, Фадеевы, Фаленцкие, Фалеевы, Файгели, Федоровские, Федоровы, Федотовы, Федченко, Федяи, Фелькнеры, Фидлеры, Филимоновы, Филипповичи, Филиповичи, Филиповские, Финк-Финовицкие, Фишеры, Фиши, Фиялковские, Флейшеры, Флиорковские, Форкевичи, Фоссы, Фонтаны, Франковские, Фредры, Фроловы, Фронцкевичи, Фудаковские, Фурины, Федотовы-Чеховские, Фомины, Фомишкины.

- Хаборские, Ханенки, Хамец, Харчевские, Харкевичи, фон-Харт, Хилинские, Хильчевские, Химотченко, Хинцинские, Хмуржинские, Хмелевские, Хмеленские, Хмелиовские, Ходецкие, Ходзицкие, Ходзынские, Ходынские, Хоецкие, Хойнацкие, Хойновские, Холевинские, Холодецкие, Холмогоровы, Холостенко, Хомутинины, Хоржевские, Хотковские, Хршонстовские, Хржонщевские, Христиничи, Христовские, Хронщевские, Хурамовичи, Хутковсмкие

- Цандры, Цветковские, Целицо-Доршпрунг, Цетреусы, Цтиовичи, Циховские, Цихоцкие, Ципурины, Цишевские, Цуревские, Цыбульские, Цывинские, Цызарские, Цымбалистовы, Цынготы, Цытовичи, Цехановичи, Цешинские, Цешковские

- Чаплинские, Чаплины, Чапковские, Чарковские, Чарнецкие, Чарновские, Чарномские, Чарны-Головни, Чарнуцкие, Чахурские, Чайковские, Чекмаревы, Челищевы, Человы, Чельцовы, Чемпковские, Чеплевские, Чепурные, Червинские, Червяковские, Черепановы, Черецы, Черкавчкие, Черкасовы, Черкасы, Черлениовские, Черники, Черниловские-Соколы, Черницкие, Чернобаевы, Черновы, Чернешевичи, Чернявские, Черняки, Черняковские, Чертковы, Чесноки, Чеховичи, Чеховские, Чеховские-Федотовы, Чечоты, Чешихины, Чижевские, Чириковы, Чирьевы, Чишинечи, Чоботько, Чоловские, Чоповские-Прокопенко, Чубинские, Чудиновы

- Шадурские, Шамовские, Шандрыпы, Шанявские, Шарамовичи, Шатан-Плюты, князья Шаховские, Шайтары, Шведовы, Швертберг-Фон-Крейхели, Швейковские-Повало, Швогер-Летецкие, Шебекины, Шеверины, Шевченко, Шелепинские, Шелингеры, Шелкановцевы, Шелюты-Веревкины, Шембеки, Шенфельды, Шепелевы, Шепели, Шептицкие, Шеремедовы, Шеремицинские, Шершеневичи, Шестаковы, Шибинские-Мокосей, Шидловские, Шилинги, Шиллеры, Шимановские, Шиманские, Шимонские, Шинявские, Шипинские, Шиповские, Ширмеры, Широковы, Шишкины, Шкляровские, Шкляровы, Шкоты, Шлейснеры, Шлейферы, Шмиден-Ковальские, Шмоневские, Шпак, Шперли, Шпигановичи, Шпицберг, Шокальские, Шоколи, Шорнели, Шостаковские, Шостаки, Штамы, Штейгеры, бароны Унгерн-Штернберг, бароны фон-Штейнгель, Штейны, фон-Штейны, Шукарские, Шульгины, Шуляченко, Шульцы

- Щеголевы, Щепановские-Домровичи, Щепаньские, Щербинские, Щербины, Щиржецкие, Щигельские, Щуки

- Энгели, Энгельгардты, Эргардты, Эртель, Этлингеры, Эйленгаупт, Эйсмонты

- Юневичи, Фон-Юнк, Юревичи, Юркевичи, Юровы, Юрьевы, Юскевич-Красковские, Юшкевичи, Ющенко

- Яблонские, Яблочковы, Явиды, Яворские, Ягелло, Ягимовские, Ягнентковские, Якубовичи, Якубовские, Ялоковские, Яниковские, Яницкие, Янишевские, Янкевичи, Янковские, Яновские, Янушевские, Янчуковские, Янышевы, Яровые, Яроцкие, Ярошевичи, Ярошевичи-Бартновские, Ярошинские, Ярузельские, Ясенские, Ясенецкие. Ясенецкие-Войно, Ясинские, Ясникольские, Ясногурские, Ястржембские, Ясенские, Яхимовские, Яхонтовы, Яцковские, Ячевские, Яшовские, Ященки